# Tribu Esquilina
La tribu Esquilina (en latin classique : Esquǐlīna) est l'une des quatre tribus urbaines de la Rome antique.
Son territoire couvrait celui de la région Esquiline (Exquilina ou Esquilina regio), l'une des quatre régions (Regiones quattuor) de la ville de Rome (Urbs) ceinte par le mur servien.
Il comprenait deux monts : l'Oppius et le Cispius.